# Campionato africano femminile under 20 di pallavolo 2013
Il campionato africano femminile under 20 di pallavolo 2013 si è svolto dal 14 al 16 marzo 2013 ad Abuja, in Nigeria: al torneo hanno partecipato tre squadre nazionali under 20 africane e la vittoria finale è andata per la quinta volta consecutiva all' Egitto.

## Regolamento

### Formula
Le squadre hanno disputato un'unica fase con formula del girone all'italiana.

### Criteri di classifica
Se il risultato finale è stato di 3-0 o 3-1 sono stati assegnati 3 punti alla squadra vincente e 0 a quella sconfitta, se il risultato finale è stato di 3-2 sono stati assegnati 2 punti alla squadra vincente e 1 a quella sconfitta.
L'ordine del posizionamento in classifica è stato definito in base a:
- Punti;
- Ratio dei set vinti/persi;
- Ratio dei punti realizzati/subiti;
- Risultati degli scontri diretti.

## Squadre partecipanti
| Squadra      | Qualificazione      | Ultima partecipazione |
| ------------ | ------------------- | --------------------- |
| Algeria      | -                   | Tunisia 2010          |
| Egitto       | -                   | Tunisia 2010          |
| Guinea       | -                   | Debutto               |
| Madagascar   | -                   | Debutto               |
| Nigeria      | Paese organizzatore | Egitto 2006           |
| Senegal      | -                   | Kenya 2008            |
| Sierra Leone | -                   | Debutto               |
| Tunisia      | -                   | Tunisia 2010          |

## Torneo

### Risultati
| 14 marzo 2013 ?, Abuja Durata: 1h:48 - Spettatori: 500 | Algeria | 3 - 1 | Nigeria | 25-23, 25-27, 25-16, 25-21 |
| 15 marzo 2013 ?, Abuja Durata: 1h:12 - Spettatori: 500 | Egitto  | 3 - 0 | Nigeria | 25-16, 25-21, 25-19        |
| 16 marzo 2013 ?, Abuja Durata: 1h:02 - Spettatori: 300 | Algeria | 0 - 3 | Egitto  | 22-25, 21-25, 11-25        |

### Classifica
| Pos | Squadra | Pt | G | V | P | SV | SP | Ratio | PF  | PS  | Ratio |
| --- | ------- | -- | - | - | - | -- | -- | ----- | --- | --- | ----- |
| 1   | Egitto  | 6  | 2 | 2 | 0 | 6  | 0  | MAX   | 150 | 110 | 1.363 |
| 2   | Algeria | 3  | 2 | 1 | 1 | 3  | 4  | 0.750 | 154 | 162 | 0.950 |
| 3   | Nigeria | 0  | 2 | 0 | 2 | 1  | 6  | 0.166 | 143 | 175 | 0.817 |

## Classifica finale
| Pos | Squadre | Qualificazione                    |
| --- | ------- | --------------------------------- |
|     | Egitto  | Campionato mondiale under 20 2013 |
|     | Algeria | Campionato mondiale under 20 2013 |
|     | Nigeria | Campionato mondiale under 20 2013 |